# ابن راوندی
ابوالحسین احمد بن یحیی بن محمد بن اسحاق راوندی،(۸۲۷–۹۱۱ م)، محقق و متکلم ایرانی معتزله و از اعضای بیت الحکمه بود. او در اوایل عمر خود از علمای معتزله بود، اما سپس عقیده معتزله را رد کرد. پس از آن، عالم شیعه شد؛ در مورد اینکه آیا او تا زمان مرگش شیعه ماند یا نه، بحث‌هایی وجود دارد، اگرچه اکثر منابع رد نهایی او از تمام ادیان و ملحد شدن را تأیید می‌کنند. هیچ‌یک از آثار او باقی نمانده‌است، و نظرات او از طریق منتقدانش و کتاب‌های باقی مانده‌ای که به او پاسخ داده‌اند حفظ شده‌است.

## زندگی
بقولی در خراسان بزرگ، شمال غرب افغانستان امروزی به دنیا آمد. برخی گفته‌اند در بصره در زمان خلیفه مأمون به دنیا آمد. پدرش، یحیی، یک دانشمند یهودی ایرانی بود که به اسلام گروید و مسلمانان را در رد تلمود آموزش می‌داد.
او به معتزله بغداد پیوست و در میان آنان شهرت یافت. با این حال، او در نهایت از هم نوعان معتزلی خود بیگانه شد و با مسلمانان شیعهو سپس با غیر مسلمانان (مانویان، یهودیان و شاید هم مسیحیان) ائتلاف نزدیک برقرار کرد. الراوندی سپس از پیروان زندیق مانوی ابو عیسی وراق شد و سرانجام دین را به‌طور کلی رد کرد و چندین کتاب نوشت که همه ادیان، به ویژه اسلام را مورد انتقاد قرار داد.

## عقاید
کتاب زمرد نبوت را نقد می‌کند و اسلام را رد می‌کند. او در میان استدلال‌های خود، عقاید جزمی را مخالف عقل می‌داند، معجزات را ساختگی می‌داند، پیامبران فقط جادوگر هستند و بهشتی که قرآن توصیف می‌کند، مطلوب نیست.

## راوندی و خداناباوری
ملاقات او با ابوعیسی وراق باعث خروج او از تشیع و اسلام گردید و از آن پس به یکی از مهم‌ترین ندانم‌گرایان و زندیقان تاریخ ایران و اسلام تبدیل شد.
گفته‌اند که وی کتاب‌هایی بر ضداسلام، پیامبر اسلام، قرآن و تعلیمات اسلامی نوشته‌است. تعداد تالیفات وی را ۱۱۴ دانسته‌اند. ابن خلکان در کتاب وفیات الاعیان او را عالم مشهور و یکی از فضلای عصر خویش خوانده‌است؛ ولی به الحاد و کفر وی اشاره‌ای نکرده‌است. او سال درگذشت ابن راوندی را ۲۴۵، و به روایتی، ۲۵۰ قمری دانسته‌است؛ اما دیگران وفات او را ۲۹۸ قمری گفته‌اند.
ابن جوزی راوندی را از بزرگان ملاحده و یکی از سه تن زندیق بزرگی می‌داند که در میان علمای اسلام ظاهر شده. به نوشته ابوالحسین خیاط راوندی در کتاب الزمرد فصلی به عنوان «رد بر محمدیه» اختصاص داده‌است. به نوشته عباس اقبال آشتیانی در کتاب خاندان نوبختی راوندی رسالت پیغمبران و معجزات منسوب به ابراهیم و عیسی و موسی و محمد را انکار می‌کند. به نوشته تاریخ ایران پس از اسلام اگر چه نشر افکار و عقاید مادی و الحادی تا حدودی رواج داشته با این همه باید گفت در نشر الحاد و زندقه هیچ‌کس به اندازی راوندی تند نرفته‌است؛ ابن راوندی در مورد مرگ، نظریه اپیکور را عنوان می‌کند و معتقد است که: «تا من هستم، مرگ نیست - و هنگامی که مرگ آمد، من نیستم».
ابن ندیم در «الفهرست»، به نقل از گروهی نوشته‌است که ابن راوندی در پایان عمر توبه کرده و از گذشتهٔ خود اظهار ندامت نمود.

## نوشتارهای ابن راوندی
به نوشته تاریخ ایران بعد از اسلام، راوندی دارای ۱۱۴ جلد رساله و کتاب بود. کتاب «الانتصار» از خیاط معتزلی، در رد و تکذیب مباحث ابن راوندی، در بطن کتاب الزمرد نوشته شده و به لطف خیاط اطلاع از قسمت‌های زیادی از کتاب زمرد برای ما مقدور گشته‌است.
- کتاب التاج
- کتاب التعدیل و التجویر
- کتاب الزمرد
- کتاب الفرند
- کتاب الدامق
- کتاب اجتهاد الرای
- کتاب الزینه
- الزمرد
- نعمت الحکمه یا عبث الحکمه
- الفرند
- الذامخ